# Defensive Coordinator

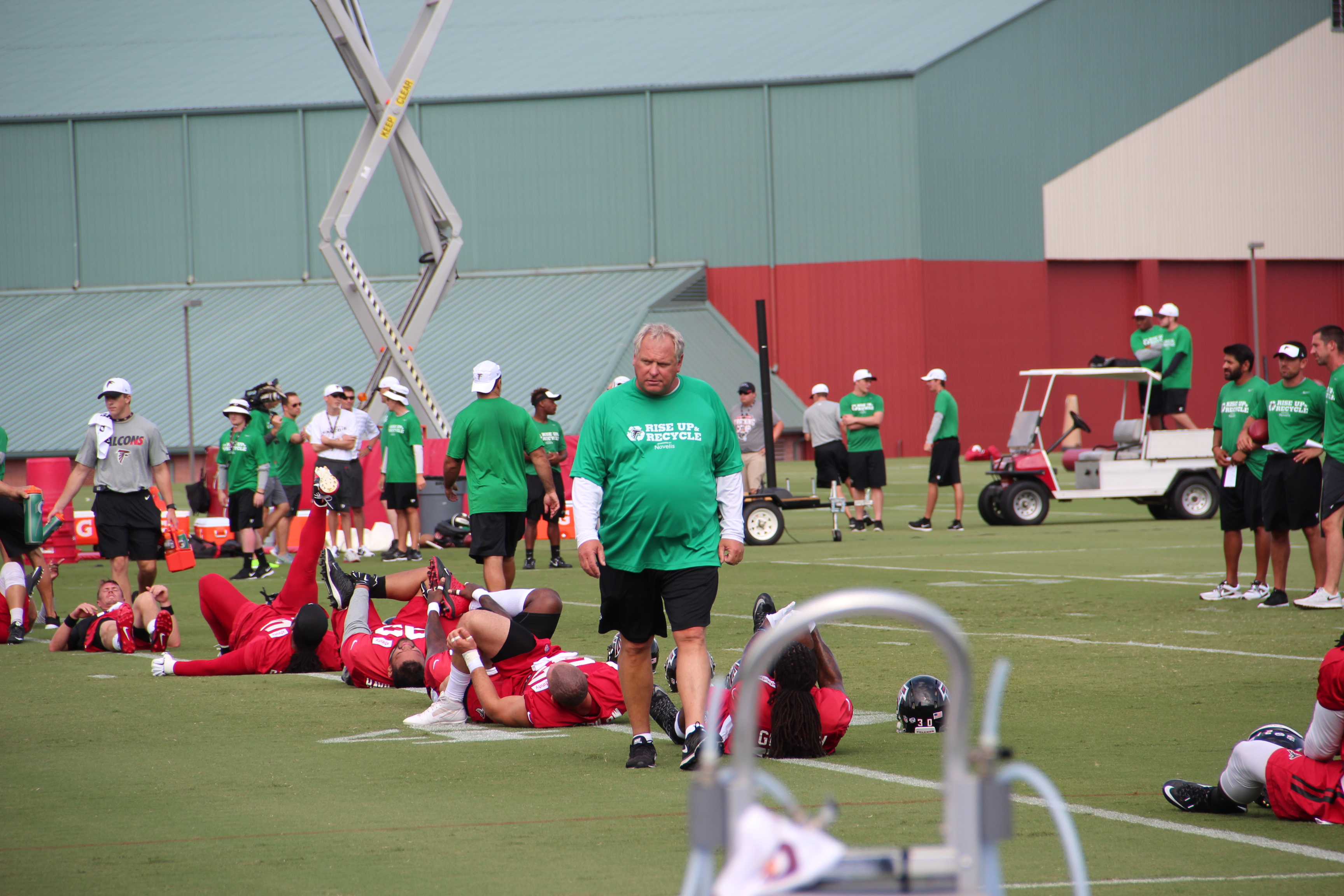
Defensive Coordinator Richard Smith im Training Camp der Atlanta Falcons im August 2015

Der Defensive Coordinator ist Teil des Trainerstabs eines American-Football-Teams. Gemeinsam mit dem Offensive Coordinator und dem Special Teams Coordinator steht er auf der zweithöchsten Stufe in der Hackordnung einer Footballmannschaft. Einzig der Head Coach steht noch über den dreien. Er ist verantwortlich für die gesamte Defense und seine Hauptaufgabe besteht im koordinieren seiner Assistenztrainer, die wiederum für einzelne Positionen (z. B. Linebacker, Cornerbacks etc.) zuständig sind.